# Коноваловка (Северо-Казахстанская область)
Коноваловка (каз. Коноваловка) — село в районе Шал Акына Северо-Казахстанской области Казахстана. Входит в состав Городецкого сельского округа. Код КАТО — 595637300.

## География
Село расположено на берегу Сергеевского водохранилища.

## Население
В 1999 году население села составляло 308 человек (147 мужчин и 161 женщина). По данным переписи 2009 года, в селе проживало 176 человек (92 мужчины и 84 женщины).

## Известные жители и уроженцы
- Белоусов, Пётр Фёдорович (1906 — ?) — Герой Социалистического Труда (1948).